# Велика криза
Велика криза (позната још као и Велика депресија) је глобални економски крах који је почео 1929. године и трајао до 1939. Сматра се за најдужи и најоштрији суноврат индустријализованог Западног света до велике рецесије.
Почетак Велике кризе се узима 29. октобар 1929. године, дан познат као Црни уторак, када је дошло до пада берзе у Сједињеним Државама, што је резултовало драстичним падом производње роба и услуга, драматичним растом незапослености и акутном дефлацијом. Због културно-социолошких последица овог догађаја, које су биле најизраженије у САД, Велика депресија се налази на другом месту на листи по разорном утицају на друштво, одмах иза Грађанског рата.
Почетак и снага Велике депресије разликују се међу државама. Депресија је посебно била тешка и дуга у САД и државама Европе, мање у Јапану и већем делу Латинске Америке. Постоји више фактора који су утицали на настанак Велике кризе, а најважнији узроци су, између осталог, пад агрегатне тражње, финансијска паника и јуриш на банке и несинхронизоване економске политике националних влада.
Златни стандард, који је блиско повезивао све државе света у мрежу фиксних девизних курсева, играо је кључну улогу у трансмисији америчког економског суноврата ка другим земљама. Опоравак од Велике депресије је у великој мери подстакнут одбацивањем златног стандарда и политиком фискалне и монетарне експанзије, премда монетарна политика у то време још није била у потпуности детерминисана. У условима златног стандарда, ове политике не би биле могуће. Велика депресија довела је до фундаменталних промена економских институција, а кључну улогу у економској теорији и политици је одиграо Џон Мејнард Кејнс, који је поред успостављања макропривреде и доктрине фискалне експанзије, остао упамћен по изјави: „Дуг рок не постоји. На дуги рок сви смо мртви.“

## Економско-политичке прилике након Првог светског рата
Први светски рат је значајно утицао на привреде многих земаља, изазивајући последице светских размера и доводећи у питање положај, до тада водећих, светских сила. Дошло је до репозиционирања светске моћи и утицаја. Пре рата, Европа је била светски центар индустрије и капитала. Међутим, тешке борбе које су се током рата водиле на тлу Европе и масивна разарања девастирала су европске привреде и изазвала штету од које нису успеле да се опораве током читавог међуратног периода.
Први светски рат довео је до драматичних промена на геополитичкој карти света, а пре свега Европе. Крај Првог светског рата означио је и окончање постојање царевина које су у протеклим вековима играле водеће улоге, представљајући уз Уједињено Краљевство стожере светског поретка. Бољшевичка револуција у Русији изменила је друштвени поредак и економски систем у овој земљи и означила отпочињање државног социјализма, доприносећи њеном одсецању од остатка светске привреде. Друго европско царство, Аустроугарска, такође је нестало, распадајући се уз стварање низа нових националних држава. Аустрија је остала у својим скромним границама, економски значајно уздрмана доживљавајући крах своје централне банке 1931. године. Са не мање последица било је и окончање постојања Немачке царевине, уз драматичну економску агонију кроз коју је Немачка пролазила након рата, а која се најупечатљивије испољава кроз раст незапослености и хиперинфлацију која је кулминирала 1923. године. Искуство које је Немачка имала након Првог светског рата, нарочито везано за економски колапс изазван наметањем отплате великих ратних репарација и сталним тензијама које је имала са Француском, показало се као пресудно за будућност, нарочито за отпочињање Другог светског рата.
Индустријски и финансијски центри до 1914. године налазили су се у Британији, Француској и Немачкој. Након рата оне су своје позиције изгубиле, док су САД попуниле настали вакуум. САД су биле не само на страни победника у Првом светском рату, већ и прави добитници овог рата. Европске привреде, Британија и Француска, биле су принуђене да своје ратне издатке финансирају задужујући се код САД. Тако су САД постале светски економски лидер од кога су зависиле европске привреде.
О променама до којих је у светској привреди дошло сведочи и податак да су пре рата САД дуговале европским земљама 4 милијарде долара, док су након рата европске земље дуговале САД чак десет милијарди долара. Америка је постала глобални снабдевач света новцем и индустријским добрима.
Доминацијом Америке на светским тржиштима, дошло је до значајних промена у токовима светске трговине. Британија, која је до тада доминирала, трговала је добрима са остатком света, купујући пре свега храну и сировине. За разлику од ње, САД су у великој мери биле окренуте себи, као велики произвођачи хране, сировина и индустријских производа, оне нису представљале значајнијег увозника, већ напротив - извозника. Европске земље су свој увоз из САД финансирале новцем прикупљеним од ратне одштете које је плаћала Немачка, док је сама Немачка била принуђена да се задужује код САД да би измирила своје обавезе. Током 1920-их било је више од милијарду долара америчких инвестиција у немачку привреду.
Амерички привредни успон који је отпочео током рата наставља се све до Велике економске кризе 1929, уз краткотрајни прекид због економске кризе 1921/22. године. Карактеристика овог полета била је значајна кредитна експанзија, коју је пратила и повећана тражња за капиталом. Кредитна експанзија се односила како на кредитирање само америчке привреде, тако и на пласирање средстава у стране земље. С друге стране океана, као највећи зајмопрималац у овом периоду јавља се Немачка.
За разлику од САД, Велика Британија је патила од хроничног економског пада, делимично због губитка тржишта широм света, а делимично због грешака начињених у вођењу монетарне политике – одбијања да британска фунта девалвира. Британија се, дакле, много пре него што ће се над светску привреду надвити облаци Велике економске кризе суочила са одређеним поремећајима у функционисању привредног система. Она се пре свега суочила са великом незапосленошћу која у периоду од 1923. до 1929. године никада није била испод милион људи. Тако велика незапосленост довела је до низа негативних последица и великих губитака које су имали сви друштвени слојеви па и сама држава.
Говорећи о погубности оваквог стања и предлажући одговарајуће мере за његово превазилажење Кејнс је анализирао статистичке податке. Он указује да је само у периоду од 1921. до 1929. године на име помоћи незапосленима исплаћено око 500 милиона фунти. Тај износ новца је био довољан за изградњу око милион кућа, трећине тада постојећих путева у Британији, а истовремено је био већи од вредности свих рудника које је Британија поседовала. Великој економској кризи у Британији је, дакле, претходио период који је Кејнс означио десетогодишњим застојем економског развоја. Овај је период само на кратко био 1924. године прекинут полетом. Милтон Фридман је анализирајући 1930. године дошао до закључка да је Британију криза захватила још 1925. године када се вратила на предратни паритет злата.
У САД, Велика депресија је почела у лето 1929. године. Економске активности су се значајно погоршале крајем 1929. и опадале све до почетка 1933. Реални аутпут и цене су падале драматично. Бруто производ државе опао је за чак трећину своје вредности. Иако данас постоје дискусије око веродостојности статистике тога времена, широко је прихваћено да је стопа незапослености износила 20% на 
врхунцу кризе, што је уједно и њена највећа вредност током целокупног посматраног периода.
Почетак и интензитет Велике депресије разликују се међу земљама. Велика Британија се борила са ниским растом и рецесијом током дужег временског периода, односно током целих двадесетих година, што је углавном последица одлуке из 1925. године о повратку на златни стандард и предратни паритет, што је значило прецењену фунту. Међутим, Британија није склизнула у оштрију депресију све до 1930. када је индустријска производња доживела суноврат и спала на свега трећину индустријске производње САД. Француска је такође искусила релативно кратак период успоравања економских активности почетком тридесетих. Опоравак француске привреде био је кратког даха. Индустријска производња у тој држави је непрекидно опадала између 1933. и 1936, као што су и цене падале. Вајмарска Немачка запала је у кризу почетком 1928. године и недуго затим се стабилизовала, да би након тога у трећем кварталу 1929. доживела драматичан пад свих економских индикатора. Пад индустријске производње у Немачкој једнак је паду у Сједињеним Државама. Велики број држава Латинске Америка економски почиње да стагнира и назадује крајем треће и почетком четврте деценије двадесетог века, нешто пре САД. Мање развијене земље Латинске Америке биле су значајније погођене депресијом од Бразила и Аргентине (која је тих година била пета економска сила света). Јапан је у кризу запао почетком тридесетих година, и пад аутпута је компаративно био средњег интензитета у односу на САД и Европу.
Општи пад цена карактеристичан за САД, такође је био присутан и у осталим земљама. Готово свака индустријализована држава поднела је пад општег нивоа цена од 30% и више између '29. и '33. Због веће еластичности јапанске ценовне структуре, дефлација у Јапану била је необично стрмог нагиба у интервалу '30.-'31. Овај хитри пад вероватно је помогао сузбијању ефеката кризе, односно успоравању пада индустријског производа. Цене примарних добара којима се трговало на светским тржиштима спустиле су се драматичније током овог периода. На пример, цене кафе, памука, свиле и каучука снизиле су се за скоро половину у само годину дана (септембар '29.-децембар '30.).
Опоравак привреде Сједињених Држава почео је у пролеће '33. Аутпут је брзо растао средином тридесетих: Реални БДП растао је у просеку 9% годишње од 1933. до 1937. Но, ниво аутпута је толико опао да је све до краја тридесетих година реално био испод нивоа пре кризног периода. 1937-1938. САД се приближава нивоу производње из 1929. али опет запада у контракцију, тако да ће предкризни ниво производње бити достигнут тек ратне 1942. године.
Опоравак у остатку света се значајно разликовао. Британска привреда је зауставила пад недуго пошто је коначно напустила златни стандард септембра 1931. године, али није успела да ухвати замајац опоравка све до краја 1932. Латинска Америка је почела да превазилази депресију крајем '31. и почетком '32. Немачка и Јапан у јесен '32, Канада и мање европске државе отприлике у исто време као и САД, почетком '33. Са друге стране, Француска која је последња доживела суноврат, није успела да се опорави све до 1938. године.

## Ток кризе и фактори који су је изазвали
Много је фактора одиграло значајну улогу у изазивању кризе, међутим, главни разлог Велике депресије је комбинација неједнаке дистрибуције богатства и дохотка и интензивиране берзанске шпекулације, које су узеле маха током посматраног предкризног периода. Лоша дистрибуција дохотка током двадесетих година постојала је на многим нивоима. Новац је дистрибуиран неједнако, диспаритетно, између богатих и средње класе, између индустрије и пољопривреде у Сједињеним Државама, као и између Сједињених Држава и Европе. Постојање неравнотеже концентрације богатства створило је нестабилну привреду. Претеране шпекулације крајем двадесетих година одржавале су берзански промет неприродно високим, али су ултимативно водиле слому берзе. Ови тржишни ломови, комбиновани са мисдистрибуцијом богатства, узроковали су колапс америчке привреде који се услед датих околности врло лако прелио на Европу, а одатле на остатак света.
Трећа деценија двадесетог века била је ера светског економског просперитета након разарања Првог светског рата. Напредак је нарочито био уочљив у САД, Бразилу и Аргентини који су почели заузимати све значајније позиције у светским токовима. Међутим, овај развој није био подједнако алоциран на све привредне субјекте и становништво.
Према студији Института „Брукинг“, 0,1% Американаца имало је доходак збирно једнак дохотку 42% становништва. Исти проценат становништва држао је 34% целокупне штедње, док 80% није имало штедне улоге уопште. Могул аутомобилске индустрије Хенри Форд представља најочигледнији пример неједнаке дистрибуције дохотка између богатих и средње класе. Његов лични годишњи доходак износио је $14 милиона у истој години када је просечни годишњи доходак био $7505 (у данашњој вредности око $18500). Ова мисдистрибуција дохотка расла је током двадесетих да би крајем деценије пробила све индексе диспаритета који се данас користе.
Главни разлог овог великог и растућег јаза између богатих и плавих оковратника, радничке класе, било је повећање производа тог времена. Од 1923. до 1929. просечан аутпут по запосленом порастао је за 32% у индустрији. Наднице у то време расле су по стопи која је четири пута била нижа од стопе раста продуктивности. Како су трошкови производње брзо падали, наднице споро расле, а цене остајале константне (захваљујући монетарном режиму златног стандарда који је уносио фиксан курс и извесност у пословање, али услед раста производње и све нижу привредну ликвидност), гро вишка вредности сливао се у касе индустријалаца.
Државне институције, нарочито Федерална влада у САД, су значајно допринеле овом феномену. Конзервативна администрација Калвина Кулиџа фаворизовала је индустријалце и њихове потребе и захтеве из једног врло једноставног разлога - управо су они били сенатори, конгресмени и финансијери владајуће партије. Пример снажне помоћи индустријалцима је Закон о дохотку, којим су таксе на привређивање значајно смањене што је смањило федерални приход.
Велики и растући диспаритет између становништва са високим и средњим приходом учинио је америчку привреду нестабилном. За правилно функционисање привреде, агрегатна тражња мора бити једнака агрегатној понуди. У привреди са овако израженом неједнакошћу у расподели дохотка, еквилибријум није нужан исход, односно агрегатна тражња (АД) не мора бити једнака агрегатној понуди (АС). Есенцијално, оно што се десило тих година јесте да је постојао вишак понуде добара. А то није била последица нежељења тих добара, већ чињенице да се она нису могла приуштити, иако није дошло до сатурације потреба.
Током овог периода неравнотеже, САД су дошле до тога да су се морале ослонити на две ствари како би привреду одржале у животу: продајом добара на кредит и потрошњом луксузних добара и инвестиције богатих. Једино очигледно решење проблема разарања социјалне структуре становништва, које није имало довољно новца да задовољи све своје потребе што је и довело до пада агрегатне тражње, било је да допусти онима, који су добра желели, да их купе на кредит. Концепт „купи сада, плати касније“ брзо се раширио. Тако је привремено одржан ниво агрегатне тражње.
Иако је криза одложена на одређено и непознато време, овај корак америчке владе учинио је крах вишеструко снажнијим када је до њега дошло. Како је још тада запажено, допуштено је појединцима да део будућег дохотка пренесу у садашњост. Преношењем будућности у садашњост, када је будућност стигла, било је мало тога што је могло да се купи, а што већ није било купљено. И даље, људи нису више могли да купују, односно да се задужују са тадашњим дохотком, јер су плате већ биле резервисане за отплату пређашње потрошње.
Неки економисти верују (Милтон Фридман један од најистакнутијих) да су Федералне резерве дозволиле или изазвале велики пад нивоа понуде новца како би одржале златни стандард. Под режимом златног стандарда, свака држава је одређивала вредност сопствене валуте у терминима златног стандарда и предузимала монетарне акције како би сачувала режим фиксних курсева. Могуће је да би страни комитенти изгубили поверење у финансијски систем САД и опредељеност Америке ка златном стандарду у случају да је ФЕД повећао понуду новца. То би могло довести до великог одлива злата из Сједињених Држава, што би приморало САД да девалвира вредност долара. Такође, да ФЕД није из оптицаја повукао одређену количину долара у јесен 1931, врло је вероватно да би дошло до шпекулативних напада на долар, те би САД биле приморане да напусте златни стандард, као што је урадила Велика Британија. И док и даље постоје несугласице око улоге златног стандарда у ограничавању монетарне политике као инструмента економске политике Сједињених Држава, нема сумње да је златни стандард одиграо кључну улогу у трансмисији кризе у остатак света.
Друго, привреда Сједињених Држава се ослањала на луксузну потрошњу и инвестирање богатих како би одржали одјек развоја двадесетих година. Значајан проблем са овим концептом привреде је што се луксузна потрошња и инвестиције базирају на поверењу богатих у привреду САД. Ако би се привредно окружење погоршало (као што и јесте), ова потрошња и инвестиције би се успоравале до заустављања. И док су штедња и инвестиције важне за привреду да остану у равнотежи, при њиховим изразито високим нивоима оне нису добре. Савет инвестиције обично значе већу продуктивност. Међутим, како добици од пораста продуктивности нису једнако дистрибуирани, проблем доходовне дистрибуције се само погоршавао. Коначно, трагање за још вишим профитима од инвестиција водило је широком распрострањивању берзанских и тржишних шпекулација.
На крају, последњи велики разлог неравнотеже био је проблем расподеле дохотка на међународном нивоу. Док се Америка богатила, европске нације су се бориле са обновом капацитета након Првог светског рата. Током рата, влада САД одобрила је европским савезницима високе зајмове, а средином двадесетих давања су нарочито била усмерена Вајмарској Немачкој. Давање зајмова је постајало све уносније, јер је условљавано куповином америчке робе. И ето двоструке користи и мотива за помало већ неконтролисано кредитирање савезника. Који је био проблем? Врло једноставан. Допуштањем да се откачи спирала кредитирања покренут је процес који ће се као шамар вратити САД. Европа је куповала америчке производе, и само делимично развијала сопствену производњу. Важећи златни стандард учинио је следеће: високи дефицити су морали да се покривају покретањем златног капитала ка америчким финансијским центрима. И све то до једног момента када је дефицит постао толики да се могао покрити једино потпуним преливањем гарантног злата у САД што би сасвим руинирало валуте европских држава. И кредити више нису могли бити отплаћивани. Историчар привреде Џон Хикс описао је однос савезника према отплати позајмица:
„Са њиховог аспекта рат је вођен из заједничког разлога и због заједничког циља, и победа је била есенцијална за безбедност САД колико и за њих саме. САД је у рат ушла са закашњењем, и цену слободе није платила људским жртвама и материјалним губицима колико Савезници јесу. Оне су слободу платиле доларима, и сада их желе назад.“
Неколико је узрока ове трапаве алокације капитала између САД и Европе. Најочигледнији је да је рат вођен на европском континенту - што је уништило европску привреду. Фабрике, болнице, и фарме су уништене ратом. Потребно је било времена и новца за њихову обнову, како би поново ушле у циклусе привређивања. Једнако важан разлог је и царинска политика САД. САД су традиционално уводиле увозне царине како би заштитиле домаћу привреду. Царине су достигле рекорд управо током двадесетих година и почетком тридесетих (у складу са тада важећим акционим плановима, неке царине су повећане и за 100% или више ). Последица је била немогућност Европе да прода своје производе на тржишту САД у рентабилним количинама.
САД су тих година покушале да буду светски банкар, произвођач хране и индустријалац, и да за узврат троше што мање добара осталих произвођача. Овај покушај да се одржава константан спољнотрговински суфицит, односно да се овако задовоље америчке економске и политичке амбиције, није могао да опстане на дуже. САД тиме што нису хтеле да купују од Савезника, и тиме што су им увеле високе царине и остале нецаринске баријере, нису могле да очекују ни да Европа купи од њих, јер није имала чиме. Европа није долазила до средстава од размене добара, и позајмице нису могле заменити девизе од производње и трговине. И амерички извоз је само 1929. године пао за 30%.
Берзанске шпекулације су се омасовиле толико да је, опет те кључне године, број трансакција на Њујоршкој берзи достигао историјски рекорд. Од почетка 1928. до септембра 1929. Дау Џонс индекс је порастао са 191 на 381! Овај начин привређивања био је неодољив за инвеститоре. Приходи компанија од трговине и производње су били ван њиховог интереса, све док су цене на берзама наставиле да увећавају профит који се могао направити шпекулацијама. Брокери су неконтролисано почели да шпекулишу. Било је могуће зарадити на берзи без иједног долара.
Берзанско лудило наједном је утихнуло. Цене су почеле да падају 3. септембра, али су људи и даље били оптимистични. Шпекуланти су у незнатно мањем обиму наставили да тргују хартијама од вредности. А онда, у понедељак 21. октобра, цене су брже почеле да падају. Инвеститори су постали опрезни. Знајући да ће цене наставити да падају, али не и за колико, брокери су брзо почели да продају акције, што ће кризу убрзати. Цене су се нешто стабилизовале у уторак и среду, да би онда, на Црни четвртак, октобар 24. 1929. године, сви индекси поново били у паду. До тог тренутка већина инвеститора је већ изгубила поверење у тржиште. У петак и суботу је постигнут делимични опоравак када је група водећих банкара покушала да заустави слом берзе. Потом су понедељка 28. октобра цене поново почеле падати. До краја дана, берза је изгубила 13% на вредности. И онда, следећег дана, 29. октобра 1929, на Црни уторак, цео систем се почео распадати. Акције су толико пале, да ни при било којој цени у било које доба дана нико није хтео у њих уложити. 
Ове шпекулације и крах берзе биле су окидач за ланчане реакције у ионако нестабилној привреди Сједињених Држава. Због мисдистрибуције дохотка, привреда из двадесетих се у великој мери ослањала на институцију поверења. Тржишни крах подрио је ово поверење. Богати су престали да троше луксузна добра, и увели су прећутни мораторијум на инвестиције. Средња класа и сиромашни су престали да купују на кредит из страха од губитка посла и немогућности отплате услед високе камате. Као коначни ефекат, индустријска производња је пала за више од 9%, отпуштен је велики број радника, кредити нису могли да се отплате. Због тога, аутомобили и радио-пријемници, који су највише и узимани на кредит, морали су бити враћени. То је даље изазвало пропаст комплементарних индустрија, као и пропаст рафинерија.
На међународном нивоу, богати су престали да дају позајмице другим земљама. Каматне стопе су, због неизвесности, порасле. САД су подигле царине, а остали престали да купују америчке производе. И потом је наступио до тада недефинисани ефекат мултипликатора – још више робе је заплењено, још више људи је изгубило посао, још више компанија је пропало. Откачила се депресиона спирала, и свет је брзо пао у депресиону кому.

## Политички покрети и друштвене промене
Поред грађанског рата, Велика депресија је била најоштрија криза у америчкој историји. Као и у грађанском рату, Сједињене Државе су изгледале као да ће се распасти. Али и поред свих турбуленција и панике, ултимативни ефекат Велике депресије је био мање револуционаран него што би могло да изгледа.
Доба Велике депресије је несумњиво била ера политичких иновација, највећим делом исказана у Њу Дилу Френклина Рузвелта, и покушајима његове администрације да се изборе са проблемима сиромаштва, незапослености, и дезинтеграције америчке привреде. Било је то, такође, време када је значајан део америчког бирачког тела кокетирао са марксистичким покретима и идејама, као што је парадигма више хуманог друштва проналажена у Совјетском Савезу. Изнад свега, била је то ера културне ферментације, у којој су амерички писци, уметници, и интелектуалци експериментисали са новим, продруштвеним формама књижевности, сликарства, позоришта, музике и масовне забаве.
Ипак, парадоксално, суноврат с почетка тридесетих година је предоминантно провејавао конзервативизмом у свом утицају на америчко друштво. Велика депресија је научила људе свих друштвених слојева и класа вредностима економске сигурности и поново их упознала са инстинктом преживљавања у кризним временима. Штавише, суочени са спектром тоталитарних идеологија у Европи и Јапану, Американци су поново открили моћи демократије и суштину пристојности обичног грађанина – готово митолошког „обичног човека“ који је био слављен у Рузвелтовим говорима, филмовима Франка Капре и сликама Нормана Роквела. Стога, декада обележена фундаменталним, готово радикалним, друштвеним променама завршила се реафирмацијом америчке културне прошлости и њених традиционалних политичких идеала.
Као контраст, многи амерички интелектуалци двадесетих година, илузија распршених оним што су они сматрали беспотребним разарањима Првог светског рата, нису показивали интересовања за политичке или друштвене покрете. Нити су обраћали довољно пажње за живот у Сједињеним Државама. Истина, већина америчких новелиста, песника, уметника, композитора и научника је наставило да верује, као што и јесу још од 19. века, да су САД културно инфериорне у односу на Европу. Па, да би научили последње технике књижевности, сликарства или музике, или да би учили најнапредније теорије физике или психоанализе, мислили су да морају да одлазе у Лондон, Париз, Берлин, Беч или Копенхаген.
Али пад берзе 1929, затварања фабрика и раст незапослености раних тридесетих година, као и Хитлерово преузимање немачке Владе 1933, натерало је многе експатриоте не само да се врате у Сједињене Државе, него и да постану политички ангажовани у сопственој домовини. Током најгорих година Велике депресије, између 1930. и 1935, овај ангажман је често био провејаван одушевљењем Марксизмом, Совјетским Савезом и Америчком комунистичком партијом.
Марксизам се чинио да убедљиво објашњава разлоге колапса капитализма, истовремено обезбеђујући визију алтернативног друштвеног поретка. Совјетски Савез, држава у којој је први пут успешно изведена марксистичка револуција, се тридесетих јавља као конкретно отелотворење онога што су многи писци звали (у карактеристично прагматичном америчком стилу) социјалистички експеримент. Штавише, током 1934-1939, СССР је био најнекомпромиснији противник нацистичкој Немачкој, тражећи савез са Великом Британијом, Француском и САД, промовишући стварање Народног фронта – партнерства либерала и социјалиста, Совјетског Савеза и Западних демократија, како би се зауставило ширење фашизма Европом и остатком света. Нигде се жеља Москве за широком антифашистичком коалицијом није испољила конкретније него у Шпанском грађанском рату, када је Совјетски Савез био једина држава поред Мексика која је помогла озбиљније шпанске Републиканце против армије Франциска Франка (потпомогнутим Хитлером и Бенитом Мусолинијем).
У међувремену, комунистичке партије у САД и Западној Европи дају интелектуалцима, као и наставницима, адвокатима, архитектама, и осталим професионалцима припадницима средње класе, осећај да више нису заборављени индивидуалци под ударом неуспеха капитализма већ чланови заједнице истомишљеника, да су делови међународног покрета већег него што су они сами, и да буквално пишу ново поглавље историје. Из свих ових разлога, марксизам, Совјетски Савез и различите националне комунистичке партије јесу уживали престиж и популарност већим делом тридесетих, као што никада нису уживали двадесетих, и као што никада неће уживати након Велике депресије.
1932. прогласом 53 еминентна америчка књижевника наклоњена марксизму пружена је подршка Вилијаму З. Фостеру, кандидату Комунистичке Партије за председника САД. Иако је већина њих касније оштро критиковала стаљинистички режим у Совјетском Савезу, њихов иницијални ентузијазам за социјалистичком револуцијом индикативан је у погледу неодољивости вредности идеја левице код тадашњих интелектуалаца.
Можда ниједан писац није боље забележио нови осећај социјалне солидарности до Ернест Хемингвеј. 1929. Хемингвеј је објавио „Збогом оружју“. Поручник из новеле, Хенри, као сам Хемингвеј волонтер америчке амбуланте у Италији током Првог светског рата, одлучује да напусти лудило рата и начини сепаратни мир. Овде је дезертирање виђено као акт здравог разума, чак и хероизма. Једанаест година касније, 1940, Хемингвеј објављује другу новелу о рату – у овом случају, Шпанском грађанском рату – под називом „За ким звона звоне“ (наслов је преузет од Џон Дона и његове поеме, која је сама химна људског пријатељства). У овој новели, Роберт Јордан, још је један хемингвејистички волонтер, другујући са бандом антифранкистичке гериле, тешко рањен, али остаје да брани мост штитећи саборце док се повлаче. Јордан, за разлику од поручника Хенрија, налази разлог вредан борбе и умирања. И Хемингвејева лична јака идентификација са шпанским Републиканцима, за које је нашао новац и потпомогао снимање документарног филма под називом „Шпанска земља“ (1937), била је симптоматична у погледу политичког укључивања, што нису нити он нити његови протагонисти чинили деценију раније.
Наравно, није сваки амерички списатељ ере Велике депресије био привучен комунизмом или Совјетским Савезом. Већина интелектуалаца и уметника, као и њихови суграђани, били су склонији да гласају за Рузвелта него да идеализују Јосифа Стаљина. Заиста, до средине тридесетих, растући број америчких интелектуалаца – многи од њих се окупљају око књижевног и политичког журнала „Партизански прегледи“ – постаје милитантно антистаљинистички расположен. Социјалистички миље у Америци почиње да се круни убиством Троцког и поразом шпанских Републиканаца. Ипак, све то није било ништа до лета, августа, 1939. године када је Стаљин шокирао свет потписујући Пакт о ненападању са својим архинепријатељем Хитлером, када су и Совјетски Савез и Комунистичка Партија Америке у Сједињеним Државама изгубиле све од свог моралног ауторитета.

## Опоравак
Приметна је корелација између тренутка напуштања златног стандарда и тренутка обнављања привредног раста. На пример, Британија, која је услед стицаја економских околности била принуђена да напусти режим златног стандарда септембра 1931. године, опоравила се релативно рано, док су се САД, које нису ефективно напустиле златни стандард до 1933, опоравиле релативно касније. Слично, латиноамеричке државе Аргентина и Бразил, које су почеле да напуштају режим златног стандарда 1929, почеле су се релативно брзо опорављати, и већ 1935. достижу предкризни ниво производње. На другој страни, земље „Златног блока“, које су се посебно држале златног стандарда, 1935. године су се и даље налазиле у јеку рецесије, производња им је била испод предкризног нивоа.
Суспендовање златног стандарда, међутим, није директно утицало на раст аутпута, већ је остављало простор државама да повећају понуду новца без бриге да ће изазвати покретање злата и девизних курсева. Земље које су се јаче ослониле на ову могућност осетиле су значајно већи напредак. Монетарна експанзија која је почела у САД 1933. била је посебно драматична. Понуда новца на америчком тржишту порасла је готово 42% између '33. и '37. То је, ипак, била последица сливања злата у САД претходних година, које је делимично изазвано политичким тензијама у Европи које су на крају и довеле до Другог светског рата. Светска монетарна експанзија стимулисала је потрошњу смањивањем каматних стопа и олакшавањем приступа кредитима. Такође је створила и нови економски феномен – инфлаторно очекивање – и тако потенцијалним зајмопримцима улила наду да ће њихове текуће наднице и профити бити довољни за отплату кредита, у случају да се одлуче да позајме. Један показатељ да је монетарна експанзија стимулисала опоравак у САД путем кредитних олакшица јесте што су потрошачка и привредна потрошња на каматно-флексибилна добра попут аутомобила, камиона и машина значајно порасла. Фискална политика није одиграла толико значајну улогу у опоравку привреде САД. Истина, Закон о приходима из 1932. повећао је америчке пореске стопе у значајном износу како би попунио федерални буџет, и умало није земљу одвео у још једну рецесију. Њу дил Френклина Рузвелта, инициран 1933, јесте укључивао одређен број нових федералних програма с настојањем да генерише опоравак привреде. На пример, Секретаријат за радне прогресе је унајмио одређен број незапослених да раде на владиним грађевинским пројектима, док је Секретаријат за пољопривредна прилагођавања давао високе исплате, нешто слично субвенцијама, фармерима. Како год, владина давања и интервенције су биле мале у односу на кризу, буџетски дефицит и величину привреде.
Међутим, поменута повећања државне потрошње и владиног буџетског дефицита били су релативно мали у односу на величину привреде. И као последица тога, нова потрошња зацртана у Њу дилу јесте имала мали директни утицај на експанзију привреде. Војна издавања нису била довољна да имају снажнији утицај на привреду све до 1941. године. Улога фискалне политике у генерисању опоравка разликовала се међу државама. Велика Британија, попут САД, није користила меру буџетског дефицита како би подстакла опоравак. Али је повећала војну потрошњу после 1937. године. Француска је повећала порезе средином тридесетих како би одбранила златни стандард, а за меру буџетског дефицита се одлучила тек 1936. године. Али она није у потпуности уродила плодом јер је радна недеља у Француској скраћена са 46 на 40 часова рада – чиме се криза заправо само погоршала. Фискална политика се најуспешније показала у Немачкој и Јапану. Немачки буџетски дефицит је у почетку кризе износио свега неколико процената, да би након 1934. константно растао због високих издатака за јавне радове и наоружавање. У Јапану, државна потрошња, посебно војни издаци, повећали су се са 31% 1932. године на 38% 1934, што је повећавало државни дефицит. Овај фискални стимуланс, комбинован са монетарном експанзијом и потцењеним јеном, довео је Јапан у стање пуне запослености веома брзо.
Најочигледнији утицај економске кризе била је људска патња. У кратком временском периоду светски аутпут и животни стандард су драстично пали. Приближно једна четвртина радно способног становништва није могла да нађе запослење почетком тридесетих. И док се окружење почело поправљати средином тридесетих, привреда се није у потпуности опоравила све до краја деценије. Депресија је суштински померила тадашња схватања о политици и привреди. Означила је крај златног стандарда. Иако је режим фиксних девизних курсева поново успостављен након Бретонвудског договора, светске привреде никада у њега нису имале поверење као што су имале у златни стандард пре кризе. 1973. режим фиксних девизних курсева је напуштен у корист пливајућих.
Други светски рат је одиграо скромну улогу у опоравку привреде Сједињених Држава. Упркос рецесији 1937-38. реални БДП у САД је био значајно изнад свог предепресионог нивоа до краја 1939, а већ 1941. је успео да се врати и годишњој стопи раста од 10%. Стога, значајно је напоменути, Сједињене Државе су се скоро у потпуности опоравиле пре него што се војна потрошња значајније увећала. У исто време, привреда САД је и даље била испод тренда на почетку рата, и стопа незапослености је била закована на око 10%. Државни буџетски дефицит је растао рапидно 1941. и 1942. године због војног наоружавања, па су Федералне резерве (ФЕД) претњи и касније ратној реалности одговориле повећавајући понуду новца. Експанзивна фискална и монетарна политика су, заједно са општом мобилизацијом, почетком 1942. године убрзо вратиле привреду на старе стопе раста и смањиле незапосленост испод предепресионог нивоа. Па, иако рат није одиграо главну улогу у опоравку Сједињених Држава, као што се то данас погрешно сматра, одиграо је значајну улогу у затварању процеса опоравка и враћању пуној запослености.
Улога фискалне експанзије, и посебно војне потрошње, није имала исти значај за генерисање опоравка привреде у свим земљама света. Велика Британија, попут Сједињених Држава, није у почетку користила фискалну експанзију као значајнију меру за опоравак. Али јесте, међутим, повећала војну потрошњу након 1937. Француска је подигла порезе средином тридесетих година у нади да ће одбранити златни стандард, али је тиме 1936. године покренула циклусе великих буџетских дефицита.